# F.W. Murnau

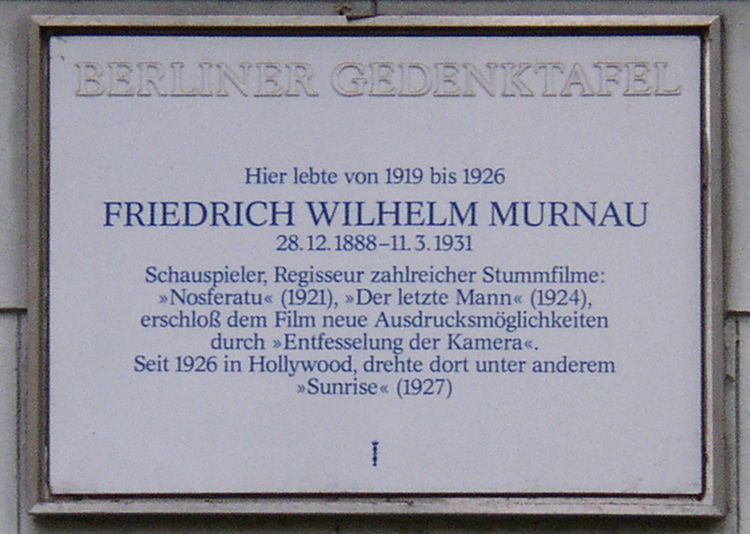
Minnessten i Grunewald i Berlin.

Friedrich Wilhelm "F.W." Murnau, ursprungligen Plumpe, född 28 december 1888 i Bielefeld i Tyskland, död 11 mars 1931 i Santa Barbara i Kalifornien, var en tysk regissör av stumfilmer. Murnau var en av de mest kända företrädarna för expressionismen inom filmskapandet och utvecklade revolutionära kamera- och montagetekniker. Han är kanske mest känd för skräckfilmen Nosferatu, en bearbetning av Bram Stokers Dracula.
Den svenske författaren Frank Hellers bok Storhertigens finanser (1915) ligger som underlag till Murnaus film med samma titel (1924).

## Biografi

### Tyskland
Murnau växte upp i en välbärgad borgerlig familj. Fadern (Heinrich Plumpe) var ägare till en tygfabrik i nordvästra Tyskland och modern (Otilie Volbracht) var lärarinna. Efter gymnasieutbildning i Kassel, dit familjen hade flyttat 1892, studerade han filologi och konsthistoria i Berlin och Heidelberg. Han uppmärksammades i samband med en studentuppsättning av den berömde regissören Max Reinhardt, som värvade honom till sin skådespelarskola. Där blev Murnau vän med Franz Marc, Else Lasker-Schüler och Hans Ehrenbaum-Degele. Han antog artistnamnet Murnau (efter orten Murnau am Staffelsee), vilket också innebar en klar brytning med föräldrarna, som varken kunde acceptera hans öppet homosexuella livsstil eller hans skådespelar- och regissörsambitioner. Murnau var 210 cm lång och sades ha ett kyligt men myndigt uppträdande.
Under första världskriget var Murnau stridspilot i tyska flygvapnet, tills han avsiktligt eller på grund av ett navigationsfel landade på neutral schweizisk mark. Han internerades i Andermatt, där han vann ett regissörspris för en uppsättning av den patriotiska pjäsen Marignano.
År 1919 återvände Murnau till Berlin och började arbeta som filmregissör. Hans första film, Der Knabe in Blau ("Den blå pojken"), inspirerad av Thomas Gainsboroughs målning med samma namn, har likt flera andra av Murnaus filmer gått förlorad för omvärlden. Med filmen Der Bucklige und die Tänzerin inledde han ett fruktbart samarbete med manusförfattaren Carl Mayer, som kom att skriva manuset till ytterligare sex av Murnaus filmer. Hans mest berömda film från denna tid är draculafilmatiseringen Nosferatu från 1922, med Max Schreck i huvudrollen som vampyrgreven. På grund av problem med upphovsrätten kunde filmen inte använda sig av Bram Stokers originaltitel. Murnau stämdes av Stokers änka, förlorade målet och domstolen krävde att alla kopior av filmen skulle förstöras. Piratversioner av filmen överlevde dock.
Efter sina tidiga framgångar fick Murnau ett kontrakt med den stora tyska filmkoncernen Universum Film (UFA). För UFA:s räkning regisserade han Sista skrattet, i vilken Emil Jannings spelar en hotellportier som degraderas till toalettvakt. I denna film använde sig Murnau och hans kameraman Karl Freund av ett slags "flygande" kamerateknik som möjliggjorde nya typer av perspektiv (exempelvis för att följa röken från en cigarett). Genom vad Murnau kallade "subjektiv kamera" kunde åskådaren följa händelseförloppet med filmkaraktärernas ögon. Murnaus förmåga att berätta en historia med rent filmiska medel kan illustreras med att Sista skrattet i det närmsta saknar textrutor, vilket var högst ovanligt under stumfilmsepoken. Murnaus sista tyska filmer blev Tartüff (efter Molières pjäs) och Faust med Gösta Ekman i huvudrollen, båda från 1926.

### Hollywood
Murnaus framgångar i Tyskland och den amerikanska versionen av Sista skrattet hade väckt uppmärksamhet i Hollywood. Han erbjöds ett filmkontrakt av den amerikanske producenten William Fox och emigrerade till Kalifornien år 1926. Hans första amerikanska film, Soluppgång vann tre oscars vid den allra första Oscarsgalan 1929. De kommersiella förväntningarna infriades emellertid inte helt, och i och med att Fox upplevde finansiella svårigheter och läget i Hollywood genomgick förändringar på grund av talfilmens genombrott fick Murnau tåla allt större begränsningar av sin konstnärliga frihet i sina kommande filmer. Under inspelningen av City Girl blev han rent av ersatt av en ny regissör som utan Murnaus inflytande gjorde en talversion av filmen.
Besviken på Hollywoods krav avbröt Murnau 1929 sitt kontrakt med Fox. Efter ett misslyckat försök att återuppta samarbetet med UFA i Berlin köpte han en segelyacht, fast besluten att spela in sin nästa film på sina egna villkor, och for till Tahiti för att regissera Kärlekens ö (Tabu) tillsammans med dokumentärfilmaren Robert J. Flaherty. Under inspelningen uppstod svårigheter med filmföretaget som finansierade projektet, och slutligen avslutade Murnau samarbetet med Flaherty för att slutföra filmen med egna och lånade pengar. Filmen, som spelades in på ön Bora Bora med uteslutande inhemska amatörskådespelare blev en stilbildande blandning av dokumentär och melodram. Paramount blev så imponerade av filmen att de erbjöd Murnau ett tioårskontrakt.

### Död
Vid premiären av Kärlekens ö den 18 mars 1931 levde inte Murnau längre. Den 11 mars förlorade hans tjänare, filippiniern Garcia Stevenson, kontrollen över deras hyrda Rolls-Royce på kustvägen från Santa Monica och frontalkrockade med en elstolpe. Murnau dog några timmar senare av sina skador på ett sjukhus i Santa Barbara. Endast elva personer var på plats för att ta avsked av honom på begravningen den 19 mars, däribland Greta Garbo, Robert Flaherty, Emil Jannings och Fritz Lang, som höll begravningstalet. Garbo lät dessutom göra en dödsmask av Murnau, som hon hade på sitt skrivbord under sina år i Hollywood.

## Filmografi
- Der Knabe in Blau (1919)
- Satanas (1920)
- Dr. Jekyll och Mr. Hyde (Der Januskopf) (1920)
- Abend - Nacht - Morgen (1920)
- Sista dansen (1921)
- Mellan plikt och kärlek (Der Gang in die Nacht) (1920)
- Der Bucklige und die Tänzerin (1921)
- Sista dansen (Sehnsucht) (1921)
- Schloss Vogelöd (1921)
- Marizza (1922)
- Nosferatu (1922)
- Fantom (1922)
- Den brinnande åkern (1922)
- Die Austreibung (1923)
- Sista skrattet (1924)
- Storhertigens finanser (1924)
- Hycklaren (Herr Tartüff) (1926)
- Faust (1926)
- Soluppgång (1927)
- De 4 djävlarna (1928)
- Storstadsflickan (1930)
- Kärlekens ö (1931)